# پتر نماتس
پتر نماتس (چکی: Petr Němec؛ زادهٔ ۷ ژوئن ۱۹۵۷) بازیکن فوتبال اهل چکسلواکی بود.
از باشگاه‌هایی که در آن بازی کرده‌است می‌توان به باشگاه فوتبال تپلیس و باشگاه فوتبال بانیک استراوا اشاره کرد.
وی به‌همراه تیم ملی فوتبال چکسلواکی به مقام قهرمانی بازی‌های المپیک تابستانی ۱۹۸۰ رسیده‌است.